# Organizzazione Popolare dell'Africa del Sud-Ovest
L'Organizzazione Popolare dell'Africa del Sud-Ovest (in inglese: South West African People's Organisation - SWAPO; in tedesco: Südwestafrikanische Volksorganisation - SWAVO; in afrikaans: Suidwes-Afrikaanse Volk-Organisasie - SWAVO) è un partito politico socialdemocratico della Namibia.
Ebbe un ruolo importante nella lotta per l'indipendenza della Namibia dal Sudafrica, che ne ebbe il controllo amministrativo dalla fine della prima guerra mondiale fino al 1990.
Aderisce all'Internazionale Socialista.

## Storia

### Fondazione dell'organizzazione
La SWAPO fu fondata il 19 aprile 1960 a New York, a margine di una sessione delle Nazioni Unite; era costituita originariamente in prevalenza da elementi di etnia Ovambo, popolazione del nord della Namibia, e si posizionava come movimento indipendentista.
L'organizzazione si opponeva al controllo della Namibia (allora nota come Africa del Sud-Ovest) da parte del Sudafrica; il mandato era stato assegnato, subito dopo la fine della prima guerra mondiale dalla Lega delle Nazioni all'Inghilterra per sostituire la precedente occupazione coloniale della Germania. L'Inghilterra a sua volta passò il titolo del mandato al Sudafrica, il cui governo interpretò questo mandato mettendo in atto una occupazione militare de facto della Namibia, alla quale furono estese le leggi sull'apartheid.
Nei primi anni sessanta, la SWAPO emerse subito come la principale organizzazione indipendentista; in essa confluirono altre organizzazioni simili, come la SWANU ("South-West Africa National Union") contribuendo così a togliere l'originale caratterizzazione legata all'etnia Ovambo per assumere una connotazione più generalmente namibiana.
La SWAPO si strutturò come una organizzazione militare di stampo marxista, che combatteva le forze di occupazione sudafricane con azioni di guerriglia sul territorio. Aveva la propria base nelle nazioni vicine, prima in Zambia e poi in Angola (dove la SWAPO trovò l'alleanza di un altro movimento marxista, l'MPLA).
Alcuni gruppi sostennero che durante il periodo dell'esilio la SWAPO si rendesse colpevole di violazioni dei diritti umani nei confronti dei propri adepti. Uno dei gruppi più attivi nel denunciare questi abusi fu Breaking the Wall of Silence (BWS) (che significa "rompere il muro del silenzio"). Queste violazioni avvennero in particolare in seguito a una serie di raid delle forze sudafricane, quando la leadership della SWAPO iniziò a sospettare la presenza di spie all'interno della propria organizzazione. Centinaia di militanti furono per questo imprigionati, torturati e interrogati duramente.
Dal 1976 al 1990 è stata osservatore dell'Assemblea generale delle Nazioni Unite.

### Dopo l'indipendenza
Quando la Namibia ottenne l'indipendenza (21 marzo 1990), la SWAPO divenne il partito politico dominante; il suo leader Sam Nujoma fu il primo presidente eletto. Nujoma fece modificare la costituzione in modo da potersi candidare nuovamente alle elezioni presidenziali nel 1999, e fu sostituito come candidato della SWAPO solo nel 2004, da un suo uomo di fiducia di nome Hifikepunye Pohamba.
Nujoma è rimasto comunque presidente del partito della SWAPO fino al 2007.

## Risultati elettorali
| Elezione          | Voti    | %     | Seggi   |
| ----------------- | ------- | ----- | ------- |
| Parlamentari 1994 | 361.800 | 73,89 | 53 / 72 |
| Parlamentari 1999 | 408.174 | 76,15 | 55 / 72 |
| Parlamentari 2004 | 620.609 | 75,83 | 55 / 72 |
| Parlamentari 2009 | 602.580 | 75,27 | 54 / 72 |
| Parlamentari 2014 | 715.026 | 80,01 | 77 / 96 |
| Parlamentari 2019 | 536.861 | 65,45 | 63 / 96 |
| Parlamentari 2024 | 583.300 | 53,38 | 51 / 96 |

| Elezione           | Candidato              | Voti    | %     | Esito     |
| ------------------ | ---------------------- | ------- | ----- | --------- |
| Presidenziali 1994 | Sam Nujoma             | 370.452 | 76,34 | ✔️ Eletto |
| Presidenziali 1999 | Sam Nujoma             | 414.096 | 76,85 | ✔️ Eletto |
| Presidenziali 2004 | Hifikepunye Pohamba    | 625.605 | 76,44 | ✔️ Eletto |
| Presidenziali 2009 | Hifikepunye Pohamba    | 611.241 | 76,42 | ✔️ Eletto |
| Presidenziali 2014 | Hage Geingob           | 772.528 | 86,73 | ✔️ Eletto |
| Presidenziali 2019 | Hage Geingob           | 464.703 | 56,25 | ✔️ Eletto |
| Presidenziali 2024 | Netumbo Nandi-Ndaitwah | 638.560 | 58,07 | ✔️ Eletto |

## Presidenti del partito
- Sam Nujoma (1960 - 2007)
- Hifikepunye Pohamba (2007 - 2015)
- Hage Geingob (2015 - 2017 ad interim; 2017 - 2024)
- Netumbo Nandi-Ndaitwah (2024 - in carica)